# Alstroemeria amazonica
Alstroemeria amazonica es una especie fanerógama, herbácea, perenne y rizomatosa perteneciente a la familia de las alstroemeriáceas. Es endémica del estado de Pará en Brasil y Estado Bolívar, Venezuela. Es un geófito tuberoso y crece principalmente en el bioma tropical húmedo.